# Бикин (национальный парк)
Национальный парк Бики́н — особо охраняемая природная территория в Пожарском районе Приморского края, на западном макросклоне хребта Сихотэ-Алинь. Абсолютные отметки высот изменяются в пределах от 200 м (долина реки Бикин) до 1932 м (гора Аник) над уровнем моря.
Образован в 2015 году постановлением Правительства Российской Федерации в рамках программы «Амурский тигр». В состав парка вошли территория государственного природного заказника регионального значения «Верхнебикинский» и часть территории традиционного природопользования регионального значения «Бикинская». При площади 1 160 469 гектаров это один из крупнейших национальных парков России.
С 2018 года является объектом Всемирного наследия ЮНЕСКО: на 42-й сессии Комитета Всемирного наследия, прошедшей в Манаме, Бахрейн, был расширен объект «Центральный Сихотэ-Алинь» (включённый в список ещё в 2001 году) за счёт включения в его состав национального парка Бикин
.

## Цели и задачи
Парк создан для решения следующих основных задач:
- сохранение уникальных и эталонных природных участков и объектов;
- сохранение историко-культурных объектов и защита среды обитания и традиционного образа жизни коренных народов (удэгейцев и нанайцев);
- экологическое просвещение населения и создание условий для регулируемого туризма и отдыха;
- государственный экологический мониторинг окружающей среды.

## Флора и фауна
Территория национального парка является одним из последних природных очагов обитания амурского тигра. Здесь обитает около 10 % его численности в мире. На территории парка выявлено 51 вид млекопитающих. Численность птиц, обитающих на территории парка, насчитывает 194 вида птиц, в том числе не менее 9 из них занесены в Красную книгу России. Это чёрный аист, чешуйчатый крохаль, рыбный филин и другие. Здесь также зарегистрировано 10 видов рептилий, 7 видов амфибий и 26 видов рыб.
Растительность представлена долинными широколиственными и широколиственно-кедровыми лесами и соответствующее обилие в них кормовых ресурсов определяет видовое многообразие обитающих здесь млекопитающих. Леса в районе реки Бикин являются примером смешения растительности севера и юга. Здесь произрастают как растения севера (кедр, берёза, ясень, орех и др.) так и южные растения (женьшень, элеутерококк, рододендрон, актинидия и аралия).

## Коренное население
Традиционно здесь проживают удэгейцы и нанайцы. Удэгейцы — народ тунгусо-маньчжурской языковой группы. До конца XIX века удэгейцев не выделяли в качестве самостоятельного этноса. Их и орочей считали одним народом. Кроме общего этнического названия, существует несколько территориальных групп удэгейцев, имеющих собственное название: хунгарийская — хунгакэ, бикинская — бикинка и др.
Материальная и духовная культура бикинских удэгейцев и нанайцев имеет много общего: единым хозяйственно-культурным типом охотников, рыболовов и собирателей. Аборигенное население, жившее в центре Уссурийской тайги издревле занималось охотой, рыболовством, собирательством и другими традиционными промыслами.
На территории национального парка находятся почитаемые бикинскими удэгейцами и другими малочисленными народами Приморского края природно-исторические объекты: старинные стойбища, мольбища и другие объекты, составляющие основу этнической культуры удэгейцев и других коренных народов. Уссурийский тигр является священным для удэгейцев животным.